# Huaiji
Huaiji léase Juái-Chi (en chino simplificado, 怀集县; pinyin, Huáijí xiàn)  es un condado bajo la administración directa de la ciudad-prefectura de Zhaoqing. Se ubica al este de la provincia de Cantón, en el sur de la República Popular China. Su área es de 3554 km² y su población total para 2018 fue más de 850 mil habitantes.

## Administración
El condado urbano de Huaiji se divide en 19 pueblos que se administran en 2 subdistritos, 16 poblados y 1 villa.